# Горохове (Обухівський район)
Горо́хове (у 18 ст. — Милевське, з 19 ст. по 1947 — Казіміровка) — село в Україні, у Обухівському районі Київської області. Населення становить 440 осіб.
Сільська Рада

голова села Бабич Григорій Іванович

## Населення

### Мова
Розподіл населення за рідною мовою за даними перепису 2001 року:
| Мова       | Кількість | Відсоток |
| ---------- | --------- | -------- |
| українська | 434       | 98.64%   |
| російська  | 6         | 1.36%    |
| Усього     | 440       | 100%     |

## Відомі земляки
- Бойко Юрій Анатолійович — протоієрей, настоятель парафії Святих великомучеників Бориса і Гліба ПЦУ, народний депутат України 4-го скликання.